# Iso Akanjärvi
Iso Akanjärvi är en sjö i Finland. Den ligger i kommunen Savukoski i landskapet Lappland, i den norra delen av landet, 800 km norr om huvudstaden Helsingfors. Iso Akanjärvi ligger 174 meter över havet. Arean är 2,1 kvadratkilometer och strandlinjen är 7,56 kilometer lång. Sjön  ingår i Kemi älvs huvudavrinningsområde.   
I övrigt finns följande vid Iso Akanjärvi:
- Keskimmäinen Akanjärvi (en sjö)
- Pikku Akanjärvi (en sjö)